# St. Franziskus (Kempten)

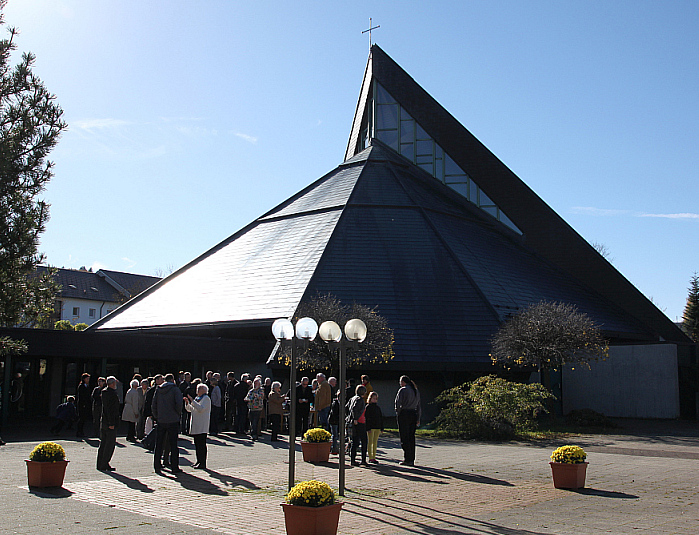
Kirche St. Franziskus in Steufzgen

Die katholische Pfarrkirche St. Franziskus ist ein dem heiligen Franziskus von Assisi geweihtes Kirchengebäude in Steufzgen, einem Stadtteil von Kempten (Allgäu) und wurde 1978 nach Plänen von Peter Zwerch errichtet.

## Geschichte
Die Dreifaltigkeitskapelle in Steufzgen reichte nach den Wohnungsbaumaßnahmen ab dem Ende der 1960er nicht mehr für alle Gläubige aus. Die verantwortliche Diözese traf daher Vorbereitungen für das Pfarrzentrum St. Franziskus. Die neue Pfarrei in Steufzgen entstand damit aus der Pfarrei St. Anton.
Die erste Behelfskirche wurde 1968 geweiht. Acht Jahre später begann man mit dem Bau der neuen Kirche. Nach dem Richtfest im Jahr 1977 kam die Gemeinde zur Entscheidung, auf einen Glockenturm mit Geläut komplett zu verzichten. Der Weihbischof Rudolf Schmid weihte die Kirche mit dem Gemeindezentrum im Oktober 1978.